# Hệ thống lưới điện

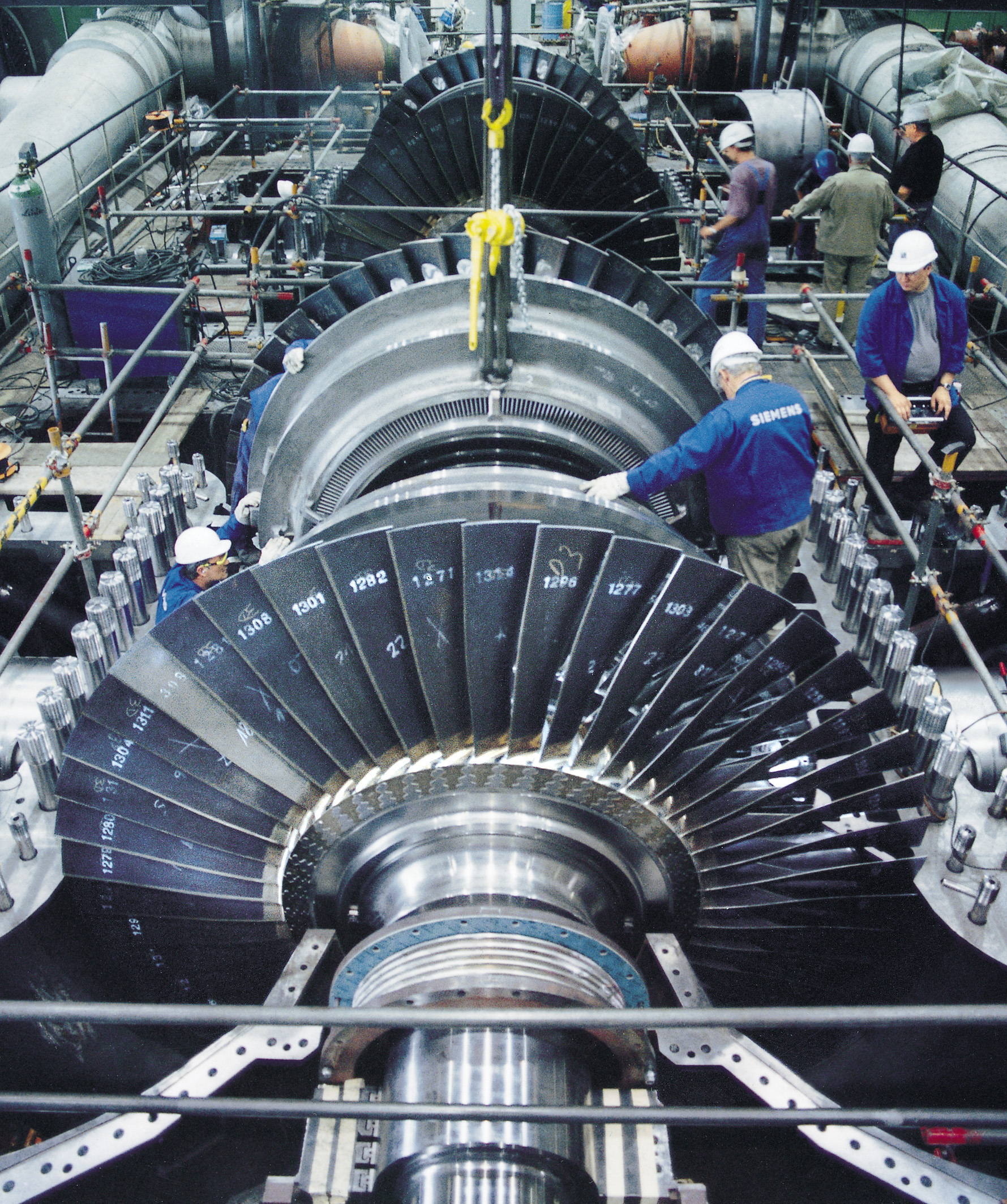
Một hơi turbine dùng để cung cấp điện

Hệ thống điện là mạng lưới các thành phần điện dùng để cung cấp truyền tải hoặc sử dụng điện năng. Một ví dụ cho hệ thống điện là điện lưới cung cấp điện năng cho các gia đình và công nghiệp trong một vùng. đối với một vùng rộng lớn hơn hệ thống này giống như một mạng lưới và nói chung có thể chia ra thành máy phát điện (cung cấp năng lượng) hệ thống truyền tải (mang năng lượng từ nguồn phát đi đến tải và hệ thống phân phối điện đến các gia đình và khu công nghiệp. Các hệ thống điện nhỏ hơn có thể được tìm thấy trong các nhà máy bệnh viện hoặc các trung tâm thương mại. Đa số các hệ thống này dựa trên nguồn điện xoay chiều ba pha tiêu chuẩn cho truyền tải và phân phối điện quy mô lớn trên toàn thế giới hiện nay. các hệ thống điện chuyên dụng không dùng dòng ba pha được tìm thấy ở máy bay tàu điện tàu biển và ô tô.

## Lịch sử

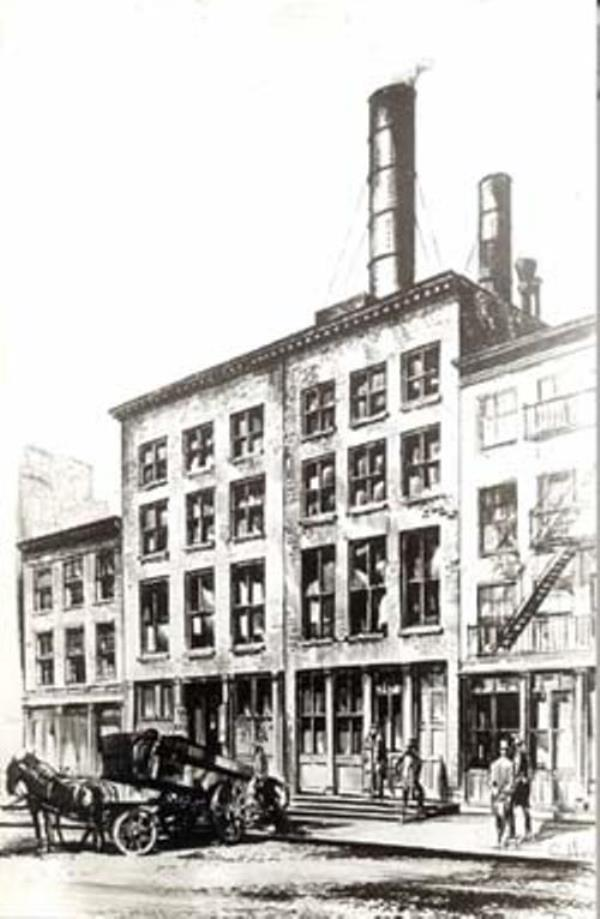
Một phác thảo của Trạm biến áp Pearl Street